# Viuz-la-Chiésaz

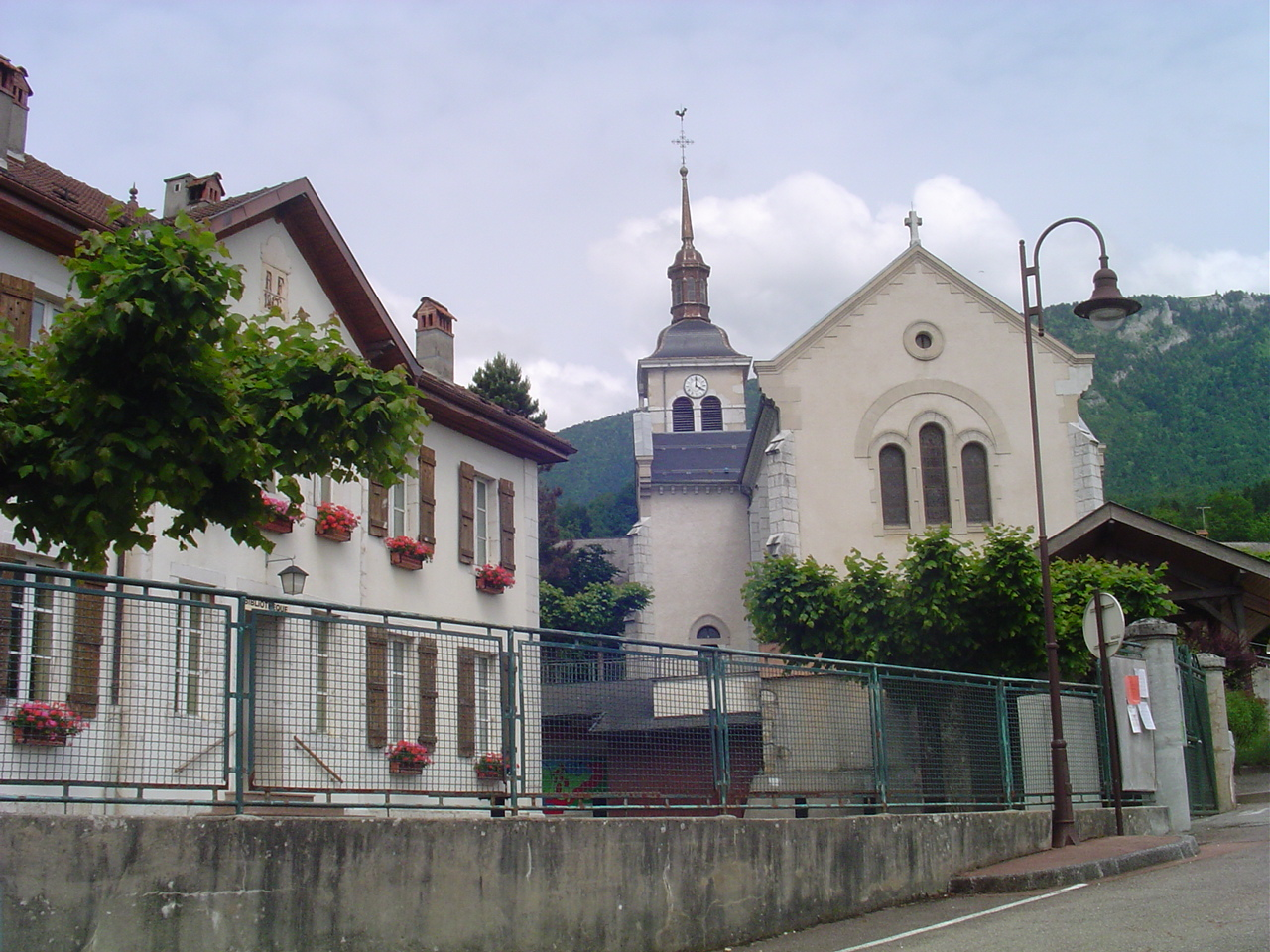

Viuz-la-Chiésaz is een gemeente in het Franse departement Haute-Savoie (regio Auvergne-Rhône-Alpes) en telt 1174 inwoners (2004). De plaats maakt deel uit van het arrondissement Annecy.

## Geografie
De oppervlakte van Viuz-la-Chiésaz bedraagt 13,9 km², de bevolkingsdichtheid is 84,5 inwoners per km².
De onderstaande kaart toont de ligging van Viuz-la-Chiésaz met de belangrijkste infrastructuur en aangrenzende gemeenten.

## Demografie
Onderstaande figuur toont het verloop van het inwonertal (bron: INSEE-tellingen).